# Zanotta (компания)
Zanotta — итальянская мебельная компания, известная своими новаторскими предметами итальянского дизайна, которые она производила в 1960-х, 70-х и 80-х годах. К ним относятся кресло-мешок «Sacco» и надувное кресло «Blow», первое надувное кресло выпускаемое серийно. Компания была основана в 1954 году, её главный завод находится в Нова-Миланезе. В 1984 году Zanotta основала свое экспериментальное подразделение Zabro, возглавляемое Алессандро Герриеро, Алессандро Мендини и Стефано Кашиани. После смерти основателя компании Аурелио Дзанотта, в 1991 году, ею управляют члены его семьи. Продукция Zanotta была удостоена награды Compasso d’Oro в 1967, 1979, 1987 и 2020 годах.

## Известная продукция
- Стул «Lariana» (1936), первоначально разработанный Джузеппе Терраньи для Дома Фасций. Стул, сделанный из трубчатой нержавеющей стали с деревянной спинкой и сиденьем, был переиздан Zanotta в 1971 году и производился до 1995 года.[3]
- Мягкое кресло «Karelia» (1966), спроектированное Лийзи Бекманн в волнистых формах из вспененного пенополиуретана. Он был переиздан Zanotta в 2007 году и выставлен в Миланском музее дизайна Триеннале в 2016 году.[4]
- Надувное кресло «Blow» из ПВХ (1967), разработанное Джонатаном Де Пасом, Донато Д’Урбино, Карлой Сколари и Паоло Ломацци. Это было первое серийное надувное кресло. Экземпляры хранятся в Музее современного искусства и Музее Виктории и Альберта.[5]
- Стул «Sacco» (1968), разработанный Пьеро Гатти, Чезаре Паолини и Франко Теодоро. Обтянутый кожей или тканью и наполненный шариками из пенополистирола, он был прародителем кресла-мешка и до сих пор находится в производстве. Ещё до того, как дизайн был полностью завершен, американская сеть универмагов Macy’s разместила заказ на 10 000 стульев. Экземпляры «Sacco» хранятся во многих музеях, включая Музей дизайна в Лондоне и Музей современного искусства в Нью-Йорке.[6][7][8][9] Sacco выиграл Compasso d’Oro в 2020 году.
- Комод «Cetonia» (1984) был спроектирован Алессандро Мендини. Это одно из серии изделий, производимых подразделением Zanotta Zabro, комод сделан из лакированного дерева с ручной росписью. Экземпляр находится постоянной экспозиции Художественного музея Индианаполиса.[10]

## Галерея

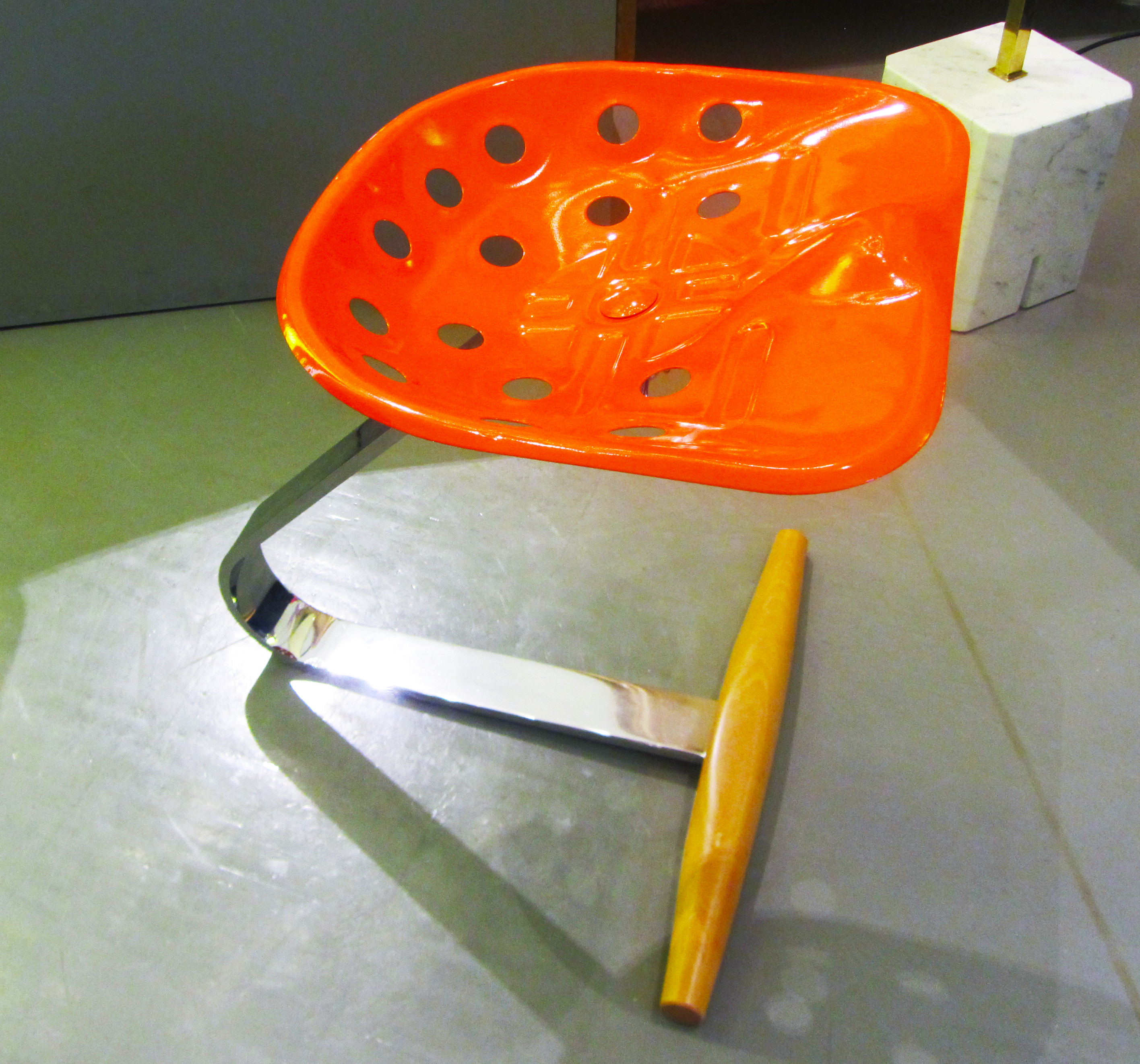
Стул "Mezzadro" спроектированный Акилле Кастильони и Пьером Джакомо Кастильони, 1957
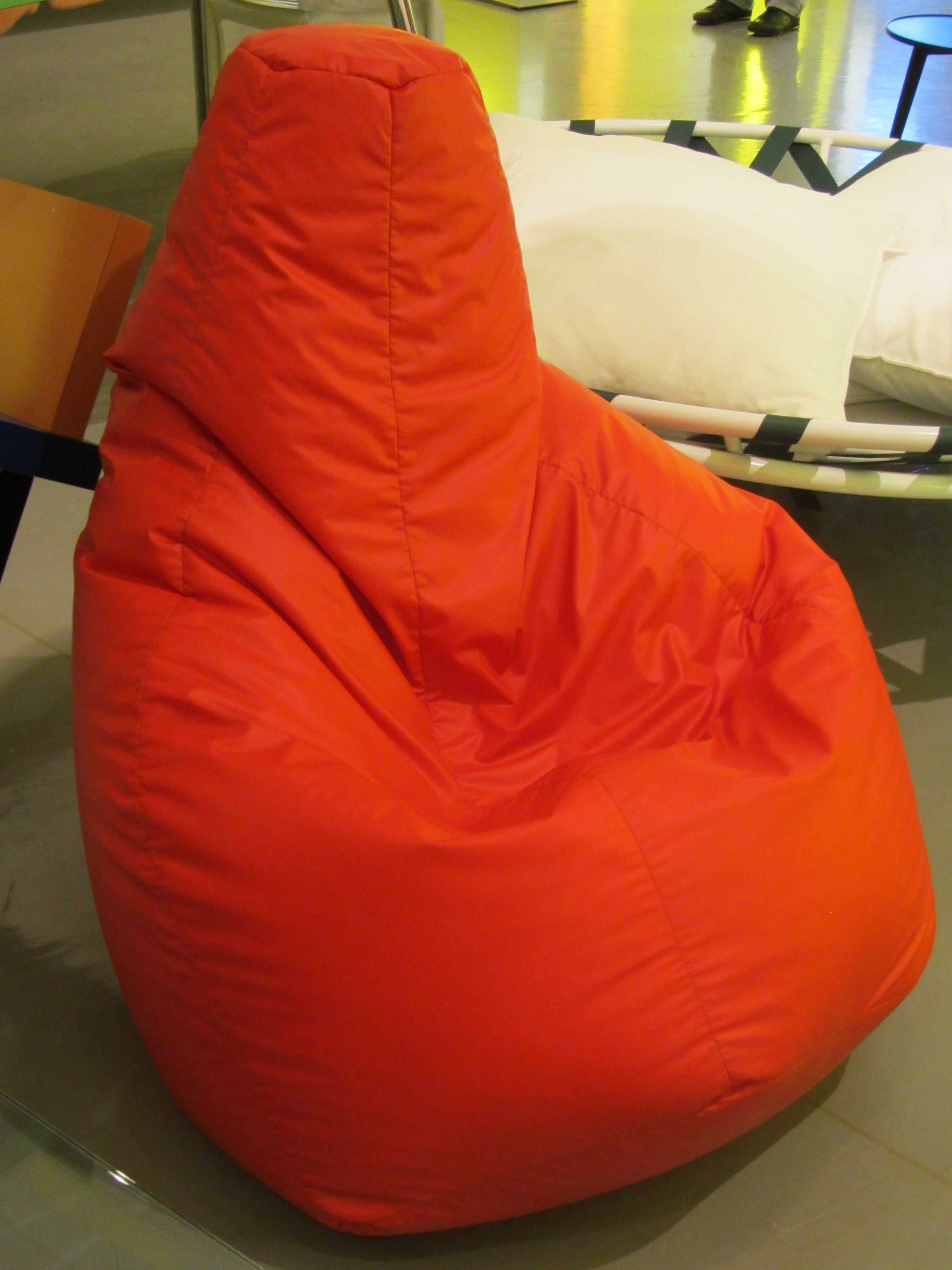
Кресло "Sacco" спроектированное Пьеро Гатти, Чезаре Паолини, и Франко Теодоро, 1968
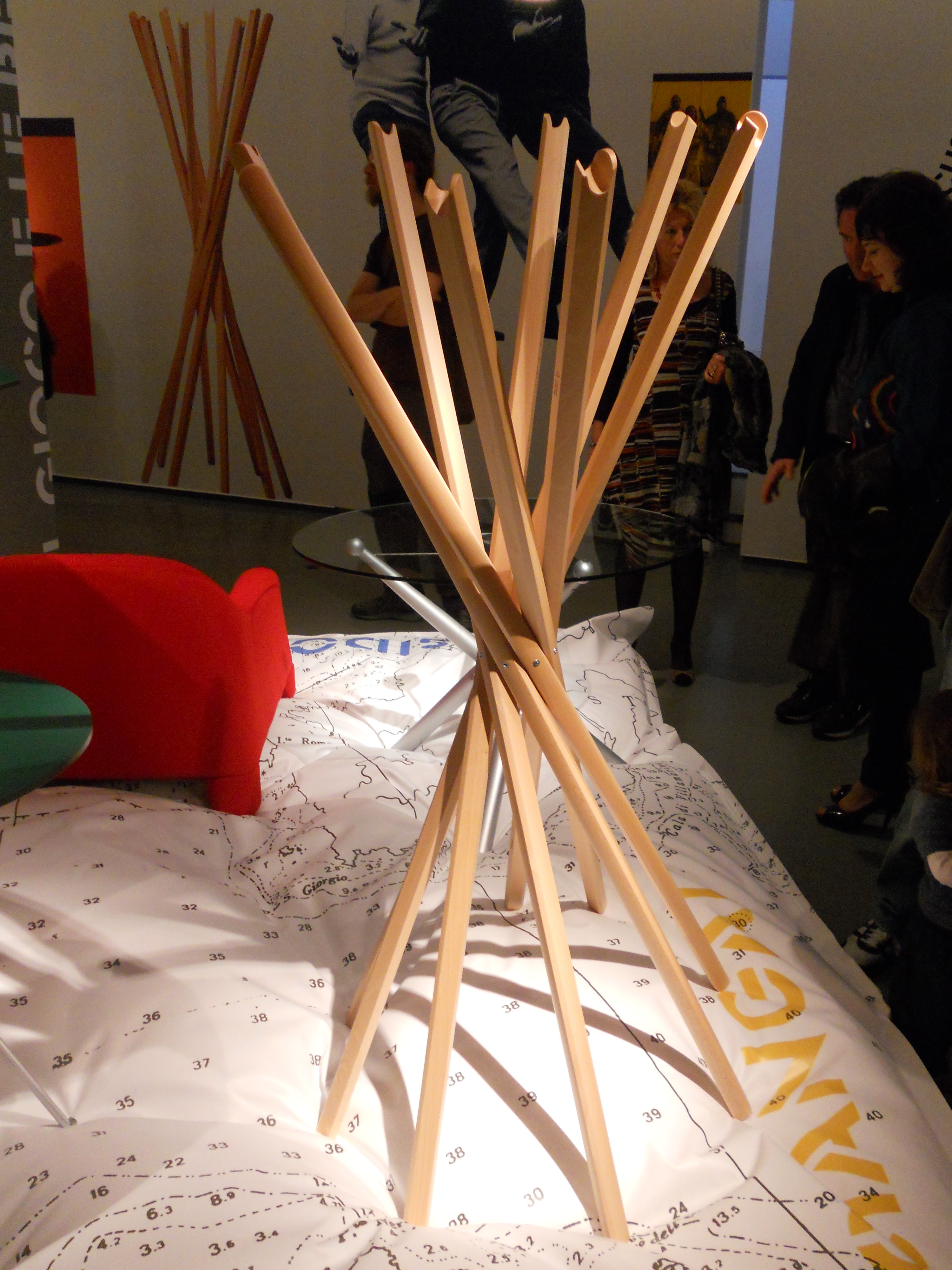
Вешалка "Sciangai" спроектированная Джонатаном Де Пасом, Донато Д'Урбино, и Паоло Ломацци, 1973
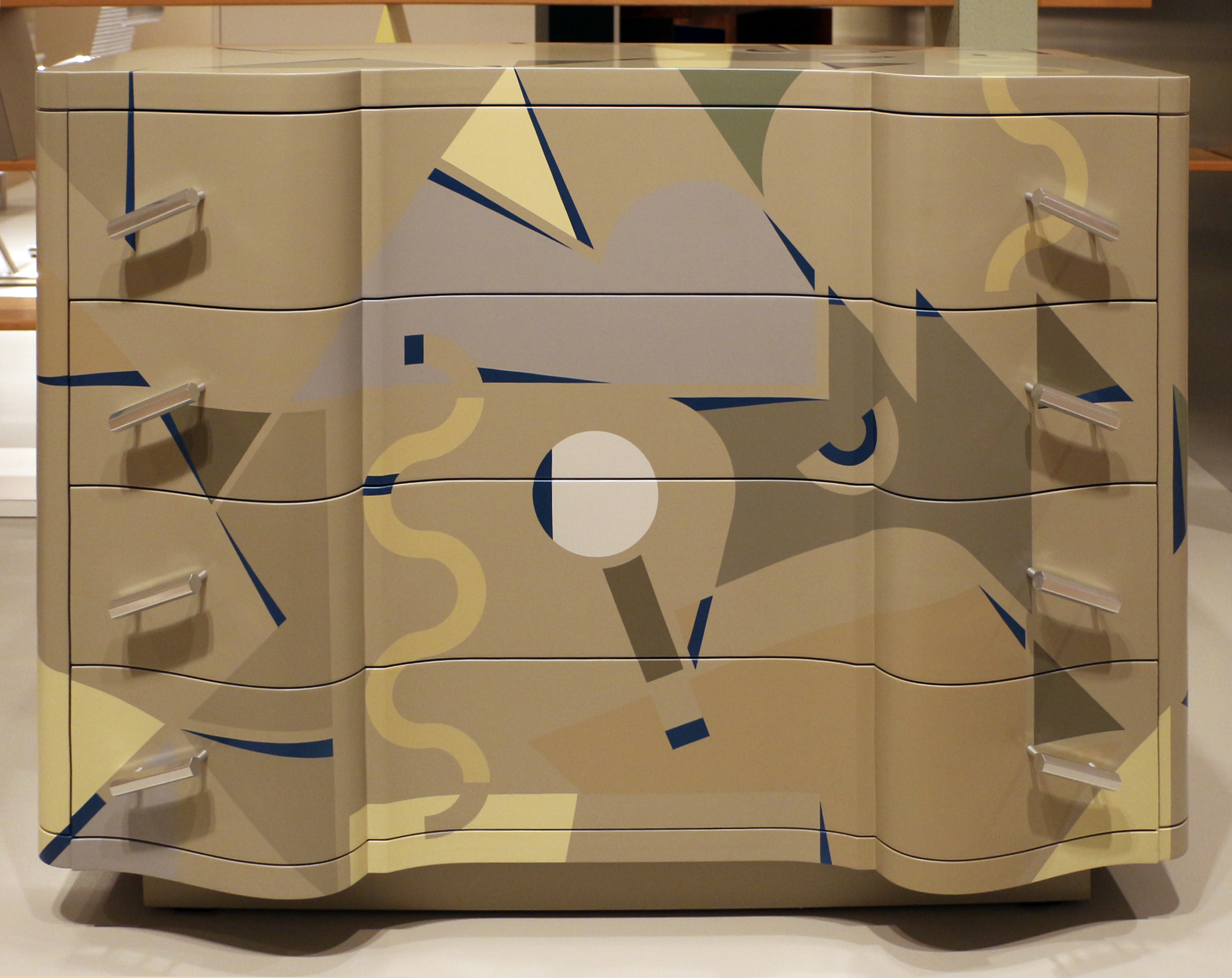
Комод "Cetonia" спроектированный Алесандро Мендини, 1984